# Marco Filibeck

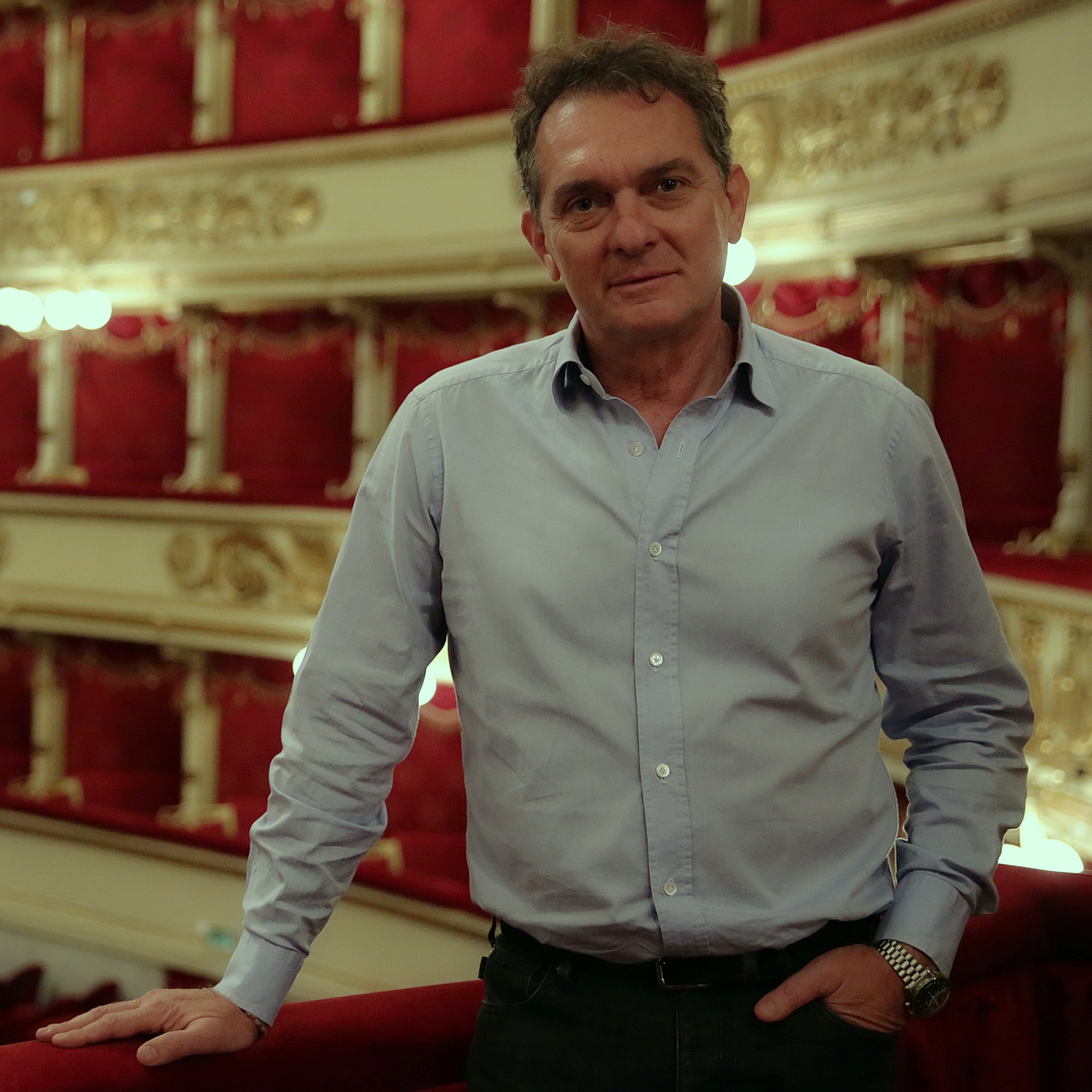
Marco Filibeck

Marco Filibeck (Roma, 11 maggio 1957) è un direttore della fotografia italiano.

## Biografia
È figlio del pittore Gilberto Filibeck. Inizia la sua carriera come operatore alla consolle luci, realizzando oltre duecento concerti per Vasco Rossi tra il 1979 e il 1984. Collabora inoltre con altri grandi artisti del panorama musicale italiano, come Enzo Jannacci (tournée "Ci vuole orecchio", 1981) e Loredana Bertè (tournée "E la luna bussò", 1979).
Nel 1983 consegue il diploma di tecnico teatrale al Teatro Comunale di Bologna; due anni più tardi viene assunto al Teatro alla Scala di Milano. Dal 1996 è realizzatore luci per il Teatro alla Scala e nel 2009 viene nominato lighting designer e responsabile del servizio luci, ruolo che ricopre attualmente. Nel corso della sua carriera ha collaborato con i maggiori registi italiani e stranieri, tra cui Franco Zeffirelli, Luca Ronconi, Liliana Cavani, Gabriele Salvatores, Àlex Ollé (La Fura dels Baus).
Marco Filibeck ha progettato, a partire dal 2008, l'illuminazione per le produzioni di balletto Roberto Bolle & Friends nei più importanti siti archeologici italiani, come il Colosseo e le Terme di Caracalla a Roma, la Valle dei Templi ad Agrigento, il Teatro Greco di Taormina, lo Sferisterio di Macerata e l'Arena di Verona e nelle maggiori piazze italiane come Piazza San Marco a Venezia, Piazza del Plebiscito a Napoli, Piazza del Duomo a Milano.
Nel 2018 riceve il Premio Franco Abbiati per le luci dello spettacolo Hänsel e Gretel (regia di Sven-Eric Bechtolf).

## Attività didattica
Dal 1999 è Coordinatore artistico e docente di illuminotecnica nei corsi per “Light Designer”, “Scenografia” e “Regia”, organizzati dall' Accademia Teatro alla Scala. È stato docente presso l’Accademia di Brera e il Politecnico di Milano, per i corsi di specializzazione ” Master per Lighting Designer”. Nel 2016/17 è stato docente di Illuminotecnica presso l'Accademia Ligustica di Belle Arti di Genova.

## Elenco dei lavori

### Opera

#### Teatro alla Scala
2009
- Il viaggio a Reims, di Luca Ronconi e Gae Aulenti
- Le convenienze e inconvenienze teatrali, di Antonio Albanese e Leila Fteita

2010
- L'occasione fa il ladro, di Jean Pierre Ponnelle
- Faust, di Eimuntas e Marius Nekrosius
- Simon Boccanegra, di Federico Tiezzi

2011
- La donna del lago, di Lluís Pasqual ed Ezio Frigerio
- Il cavaliere della rosa, di Herbert Wernicke
- Attila, di Gabriele Lavia e Alessandro Camera
- Quartett, di Àlex Ollé - La Fura dels Baus

2012
- La bohème, di Franco Zeffirelli

2013
- Aida, di Franco Zeffirelli e Maurizio Millenotti
- Lo spazzacamino, di Lorenza Cantini e Angelo Sala
- Oberto, Conte di San Bonifacio, di Mario Martone e Sergio Tramonti

2014
- Il trovatore, di Hugo de Ana
- Così fan tutte, di Claus Guth

2015
- Wozzeck, di Jurgen Flimm

2016
- Rigoletto, di Gilbert Deflò e Ezio Frigerio

2017
- La gazza ladra, di Gabriele Salvatores
- La traviata, di Liliana Cavani, Dante Ferretti e Gabriella Pescucci
- Der Freischütz, di Matthias Hartmann e Raimund Voigt
- Hänsel und Gretel, di Sven-Eric Bechtolf e Julian Crouch
- Die Entführung aus dem Serail, GiorgioStrehler e Ezio Frigerio

2018
- Ernani, di Sven-Eric Bechtolf e Julian Crouch
- Alì Babà e i 40 ladroni, di Liliana Cavani e Leila Fteita

2019
- La cenerentola, di Jean-Pierre Ponnelle

- Ariadne auf Naxos, di Frederic Wake-Walker

- Prima la musica poi le parole, di Grischa Asagaroff e Luigi Perego

2020
- A riveder le stelle... , di Davide Livermore, Giò Forma, D-Wok

2021
- Così fan tutte , di Michael Hampe, Mauro Pagano
- L'italiana in Algeri, di Jean-Pierre Ponnelle
- Le nozze di Figaro, di Giorgio Strehler e Ezio Frigerio

2022
- Capuleti e Montecchi, di Adrian Noble e Tobias Hoheisel e Luci di Jean Kalman e Marco Filibeck
- Un ballo in maschera di Marco Arturo Marelli

#### Altre produzioni di opera
1998
- Carillon, di Giorgio Marini e Lauro Crisman (Teatro Strehler, Milano)
- Il re pastore, di Mietta Corli (Teatro Giovanni da Udine, Udine)
- Il furioso all'isola di San Domingo, di Micha Van Hoecke e Gheorghe Iancu (Teatro Donizetti, Bergamo; Teatro Strehler, Milano)

1999
- Madama Butterfly, di Mietta Corli (Cortile della Pilotta, Parma; Castello Sforzesco, Milano; Teatro Sào Carlos, Lisbona)

2000
- Otello, di Mietta Corli (Villa Pallavicino, Busseto)
- La traviata, di Mietta Corli (Villa Pallavicino, Busseto)
- La bohème, di Mietta Corli e Marina Bianchi (Teatro San Carlo, Napoli)

2001
- Il trovatore, di Mietta Corli (Castello di Vigoleno, Piacenza)

2002
- Oberto, Conte di San Bonifacio, di Pier'Alli (Teatro degli Arcimboldi, Milano)
- Tosca, di Mietta Corli (Castello di Vigoleno, Piacenza)
- Le nozze di Figaro, di Mietta Corli (Teatro Coliseu, Porto)

2003
- Passage, di Micha Van Hoecke e Luciana Savignano (Teatro Strehler, Milano)
- Ugo, Conte di Parigi, di Guido de Monticelli e Angelo Sala (Teatro Donizetti, Bergamo; Teatro degli Arcimboldi, Milano; Teatro Bellini, Catania)
- Carmina Burana, di Mietta Corli (Teatro Coliseu, Porto; Castello di Vigoleno, Piacenza)
- Vita, di Giorgio Gallione (Teatro Studio, Milano)

2004
- L'arlesiana, di Mietta Corli (Teatro Rendano, Cosenza)
- La traviata, di Marco Gandini e Italo Grassi (Teatro Grande, Brescia; Teatro Carlo Felice, Genova)
- Cavalleria rusticana - La vida breve, di Marco Gandini e Italo Grassi (Teatro Carlo Goldoni, Livorno)

2005
- L'italiana in Algeri, di Marco Gandini e Lucia Goj (Teatro Comunale, Treviso)
- Il flauto magico, di Mietta Corli (Teatro Coliseu, Porto)
- Carmen, di Amedeo Amodio e Luisa Spinatelli (Teatro degli Arcimboldi, Milano)
- La finta semplice, di Marco Gandini (Teatro Malibran, Venezia)

2006
- Pagliacci, di Marco Gandini e Italo Grassi (Teatro Verdi, Sassari)
- Così fan tutte, di Marco Gandini e Italo Grassi (Teatro Municipale, Piacenza)
- Il flauto magico, di Marco Gandini e Lucia Goj (Teatro Olimpico, Vicenza)

2007
- Un ballo in maschera, di Marco Gandini e Italo Grassi (Teatro del Maggio musicale, Firenze)
- Il pirata, di Pier'Alli (Teatro delle Muse, Ancona)

2008
- Aida , di Franco Zeffirelli, Ida De Nobili (Teatro Massimo, Palermo)

2009
- Il mondo alla rovescia, di Marco Gandini e Carlo Centolavigna (Teatro Salieri, Legnago; Teatro Filarmonico, Verona)
- La bohème, di Franco Zeffirelli e Piero Tosi (New Israeli Opera, Tel Aviv)

2010
- Madama Butterfly, di Damiano Michieletto (Teatro Regio, Torino)
- Betulia liberata, di Marco Gandini e Italo Grassi (Haus fur Mozart, Salzburger Festspiele, Salisburgo; Teatro Dante Alighieri, Ravenna)

2011
- Simon Boccanegra, di Marco Gandini e Italo Grassi (KNO, Seoul)

2012
- Il viaggio a Reims, di Marco Gandini e Italo Grassi (Teatro del Maggio musicale, Firenze)

2013
- Fidelio, di Gary Hill (Opera Lyon, Lione)
- Il barbiere di Siviglia, di Leo Iizuka e Italo Grassi (Art Performing Center, Kobe)
- Il prigioniero - Erwartung, di Àlex Ollé e Alfons Flores - La Fura dels Baus (Opera Lyon, Lione)

2015
- I puritani, di Fabio Ceresa e Tiziano Santi (Teatro del Maggio musicale, Firenze)
- Pelleas et Melisande di Alex Ollè  (La fura dels baus) e Alfons Flores (Semperoper Dresda)

2016
- Madama Butterfly, di Àlex Ollé - La Fura dels Baus e Alfons Flores (Terme di Caracalla, Roma)
- Norma, di Àlex Ollé e Alfons Flores - La Fura dels Baus (Royal Opera House, Londra)
- Le Cid, di Guy Joosten e Alfons Flores - (Festspiele, St. Gallen)

2017
- Alceste, di Àlex Ollé (La fura dels baus) e Alfons Flores (Opera Lyon, Lione)
- Il ratto del serraglio, di Giorgio Strehler  e Luciano Damiani (Teatro San Carlo, Napoli)
- Madama Butterfly, di Keita Asari (New Israeli Opera, Tel Aviv)

2019
- Turandot, di Franc Aleu e Carles Berga - (Teatro Gran Liceu, Barcellona)

2021
- Carmen, di Alex Ollè ( La fura dels baus) e Alfons Flores (New National Theatre,Tokyo)

2022
- La bohème di Dante Ferretti (Art Performing Center Kobe, Japan)

### Balletto

#### Teatro alla Scala
2000
- Ondine, di Frederick Ashton

2005
- La Sylphide, di Pier Lacotte e Aureliè Dupont

2006
- Vanitas, di Fabrizio Monteverde

2010
- Romeo e Giulietta, di Kenneth MacMillan e Mauro Carosi

2011
- Rajmonda, di Marius Petipa
- L'altro Casanova, di Gianluca Schiavoni e Aurelio Colombo

2012
- L'altra metà del cielo, di Martha Clarke e Vasco Rossi

2014
- Don Chisciotte, di Rudol'f Nureev, Raffaele del Savio

2015
- Ballo Excelsior, di Ugo Dell'Ara e Filippo Crivelli

2016
- Il giardino degli amanti, di Roberto Bolle, Massimiliano Volpini e Erika Carretta

2018
- Lo schiaccianoci, di George Balanchine e Margherita Palli
- Le Corsaire, di Anne Marie Holmes e Maria Luisa Spinatelli

- Bolero, di Maurice Bèjart

2021
- La Bayadere, di Rudol'f Nureev e Maria Luisa Spinatelli

#### Altre produzioni di Balletto
2007
- Il mare in catene, di Francesco Ventriglia (Biennale danza, Venezia; Teatro Strehler, Milano)

2008
- Roberto Bolle & Friends (Colosseo, Roma; Piazza del Plebiscito, Napoli; Piazza Duomo, Milano; Valle dei Templi, Agrigento, Piazza San Marco, Venezia)

2010
- Don Chisciotte, di Vladimir Derevianko e Roberta Guidi di Bagno (Teatro del Maggio musicale, Firenze)

2011
- Lo schiaccianoci, di Aaron Watkin e Roberta Guidi di Bagno (Semperoper, Dresda)
- Coppélia, di George Balanchine e Roberta Guidi di Bagno (Semperoper, Dresda)

2016
- Don Chisciotte, di Aaron Witkins e Patrick Kinmonth (Semperoper, Dresda)

2018
- Don Chisciotte, di Victor Ullate e Roberta Guidi di Bagno (Staatsballet, Berlino)

### Musical
2014
- La famiglia Addams, di Giorgio Gallione, Guido Fiorato, Stefano Benni (Teatro della Luna, Milano)

### Moda
2012 / 2019
- Sfilate Alta Moda per Dolce & Gabbana (Taormina, Laboratori Ansaldo, Teatro alla Scala, Palazzo Litta, Pinacoteca Ambrosiana, Milano)

## Riconoscimenti - Premi
- 2018 - Premio Franco Abbiati - Hänsel und Gretel, regia di Sven-Eric Bechtolf